# Johann Strauss (Vater)

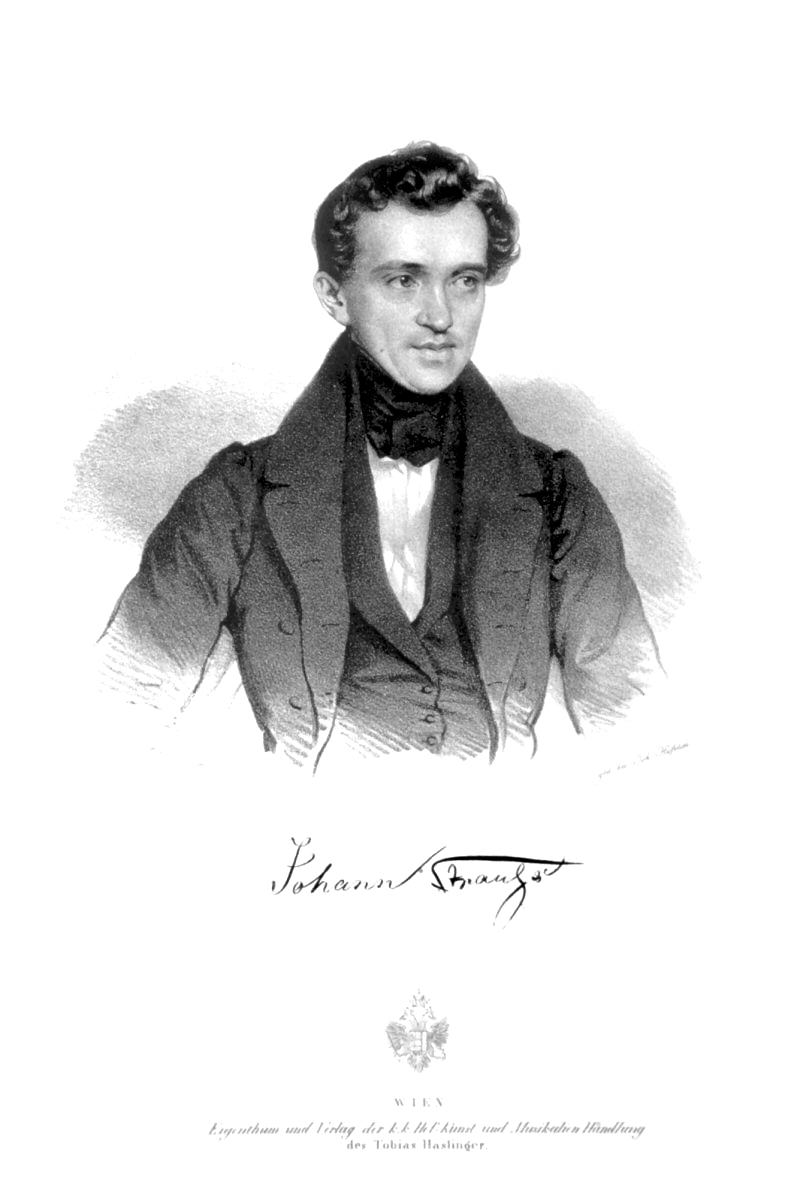
Johann Strauss, Lithographie von Josef Kriehuber, 1835

Johann Baptist Strauss (auch Johann Strauß; * 14. März 1804 in der Leopoldstadt, heute Wien; † 25. September 1849 in Wien) war ein österreichischer Komponist und Kapellmeister. Zeitgenossen betitelten ihn zu Lebzeiten bereits als „Walzerkönig“; dieser Titel ging nach seinem frühen Tod in den 1860er Jahren auf seinen Sohn über und geriet für ihn in Vergessenheit.
Um Verwechslungen mit seinem gleichnamigen Sohn zu vermeiden, wird er oft Johann Strauss (Vater) ((bzw. inkorrekt Johann Strauss Vater (der Unterscheidungszusatz „Vater“ ist kein Namensbestandteil), im englischen Sprachgebiet auch Johann Strauss I)) genannt. Sein bis heute bekanntestes Werk ist der 1848 uraufgeführte Radetzky-Marsch (op. 228), mit dem, in einer Bearbeitung von Leopold Weninger, traditionellerweise das Neujahrskonzert der Wiener Philharmoniker schließt.
Obwohl der Name „Strauss“ in Nachschlagewerken oft mit „ß“ zu finden ist, schrieb Strauss selbst seinen Namen „Strauſs“, mit langem und rundem s (die Unterschrift rechts ist – am h erkennbar – in lateinischer Schreibschrift, weshalb das ſ einem Kurrent h ähnelt). Die Schreibweise „Strauss“ wird deshalb inzwischen bevorzugt.

## Leben
Johann Strauss war der Sohn des Wirtes Franz Borgias Strauss (10. Oktober 1764 – 5. April 1816) und Enkel von Johann Michael Strauss aus Budapest, der jüdischer Herkunft war. Strauss trat schon recht früh im Schankterzett auf. 1817 begann er eine Buchbinderlehre und legte auch die Gesellenprüfung ab. 1824 wurde er zu den Hoch- und Deutschmeistern, dem Wiener Hausregiment, eingezogen; auch dort war er als Musiker aktiv.
Er erhielt Unterricht im Violinspiel bei Michael Pamer und Johann Pollischanzki, ab 1830 eignete er sich die Musiktheorie von Ignaz von Seyfried an. Strauss spielte ab 1823 gemeinsam mit Josef Lanner und den Brüdern Drahanek, er wirkte aber auch in anderen Orchestern als Aushilfsmusiker.
Am 4. April 1824 trat er erstmals öffentlich als Komponist in Erscheinung. 1827 konnte er sein eigenes Unternehmen gründen. Er trat in diversen Lokalen – darunter „Zum Sperl“ – in der Wiener Leopoldstadt auf, wurde 1832 Leiter der Kapelle des 1. Bürgerregiments und 1835 am Kaiserhof k.k. Hofball-Musikdirektor. Er gründete das erste Reiseorchester der Welt: Mehrmonatige Konzertreisen mit seinem inzwischen größeren Orchester führten in alle großen deutsche Städte sowie nach Frankreich und Großbritannien und er erhielt auf Grund seiner melodischen Einfälle und raffinierten, in der damaligen Zeit „sensationellen“ Instrumentationen den Beinamen „Walzerkönig“.

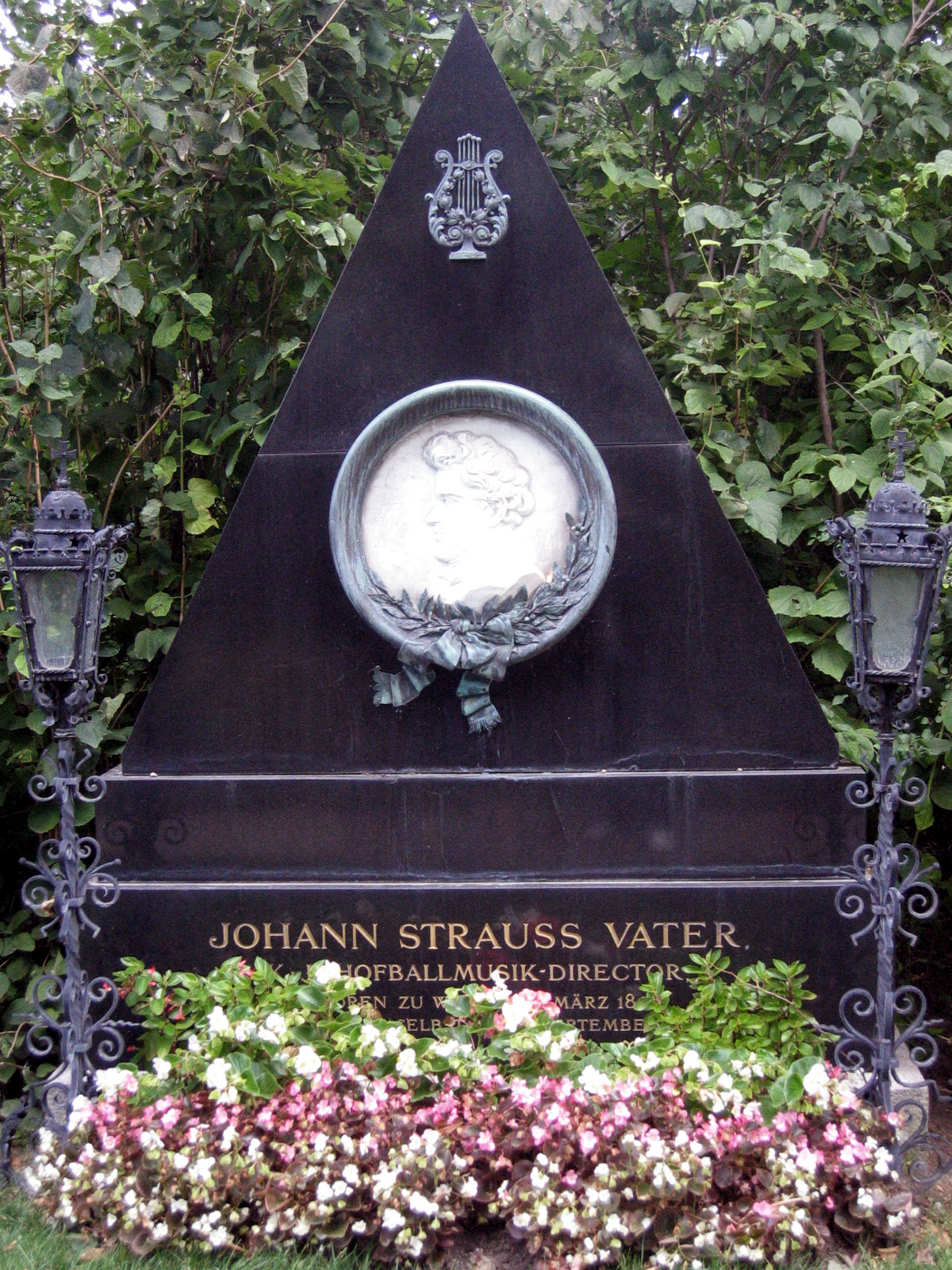
Grab von Johann Strauss (Vater) auf dem Wiener Zentralfriedhof

1834 zog er in das heute nicht mehr bestehende, dem „Sperl“ benachbarte sogenannte Hirschenhaus (Zum goldenen Hirschen) in der Leopoldstadt, Taborstraße 17, wo er vier Wohnungen für sich und seine Familie anmietete, darunter eine, die nur für seine Arbeit bestimmt war.
Johann Strauss war zwar mit der Wirtstochter (Maria) Anna Streim (1801–1870) verheiratet, verließ aber seine Familie, als seine Ehefrau mit seinem sechsten Kind schwanger war, und lebte danach in einer Lebensgemeinschaft mit der Modistin Emilie Trampusch (1814 – nach 1865), mit der er acht Kinder hatte. Seine drei überlebenden Söhne von Anna – Johann, Josef und Eduard – wurden ebenfalls Musiker und Walzerkomponisten. Sein Sohn Johann wurde – von seiner Mutter gegen den Willen seines Vaters massiv unterstützt – ab 1844 ein ernsthafter Konkurrent seines Vaters; nach dessen Tod übernahm Johann Strauss II. das Orchester des Vaters und vereinigte es mit seinem eigenen.
Joseph Lanner, der Kollege und Konkurrent von Strauss (Vater), starb 1843. Im September 1849, im Alter von 45 Jahren, starb Strauss in Emilie Trampuschs Wohnung in der Kumpfgasse (heute 1. Bezirk) an Scharlach. Er wurde auf dem alten, später aufgelassenen Döblinger Friedhof beigesetzt. Am 11. Juni 1904 wurden er und Lanner dort exhumiert und am 13. Juni 1904 nebeneinander in Ehrengräber auf dem Wiener Zentralfriedhof (Gruppe 32 A, Nr. 15, Lanner: Nr. 16) wieder beigesetzt. Ihre alten Grabsteine wurden bei der Gestaltung des 1928 an Stelle des Friedhofs eröffneten Strauß-Lanner-Parks einbezogen.
1905 wurde im Wiener Rathauspark das Strauss-Lanner-Denkmal errichtet, auf dem die beiden Komponisten im biedermeierlichen Frack nebeneinander stehen. Die Anlage wurde vom Architekten Robert Oerley gestaltet, die Figuren aus Metall entwarf Bildhauer Franz Seifert. Nach Strauss’ verlassener Ehefrau, der Mutter des (zweiten) „Walzerkönigs“, wurde 2006 in Hietzing, seit 1892 der 13. Wiener Gemeindebezirk, der Anna-Strauss-Platz benannt, unweit von Dommayers Casino, wo Strauss Vater, Josef Lanner und Strauss Sohn oft aufgetreten waren. Seit 1961 ist er gemeinsam mit dem deutschen Komponisten Richard Strauss (1864–1949) Namensgeber für den Mount Strauss auf der Alexander-I.-Insel in der Antarktis.
1951 wurde mit Wien tanzt eine freie Filmbiografie veröffentlicht, in der Strauss von Adolf Wohlbrück dargestellt wird. Diese hat mit dem tatsächlichen und bereits damals bekannten Stand der Forschung kaum etwas zu tun.

## Werke
Johann Strauss Vater schrieb 152 Walzer, 32 Quadrillen, 13 Polkas und 18 Märsche. Sein bekanntestes Werk ist der Radetzky-Marsch, sein wohl gelungenster Wiener Walzer sind die Loreley-Rheinklänge.
Die Wienbibliothek im Rathaus bietet digitale Kopien von 86 seiner Werke an.

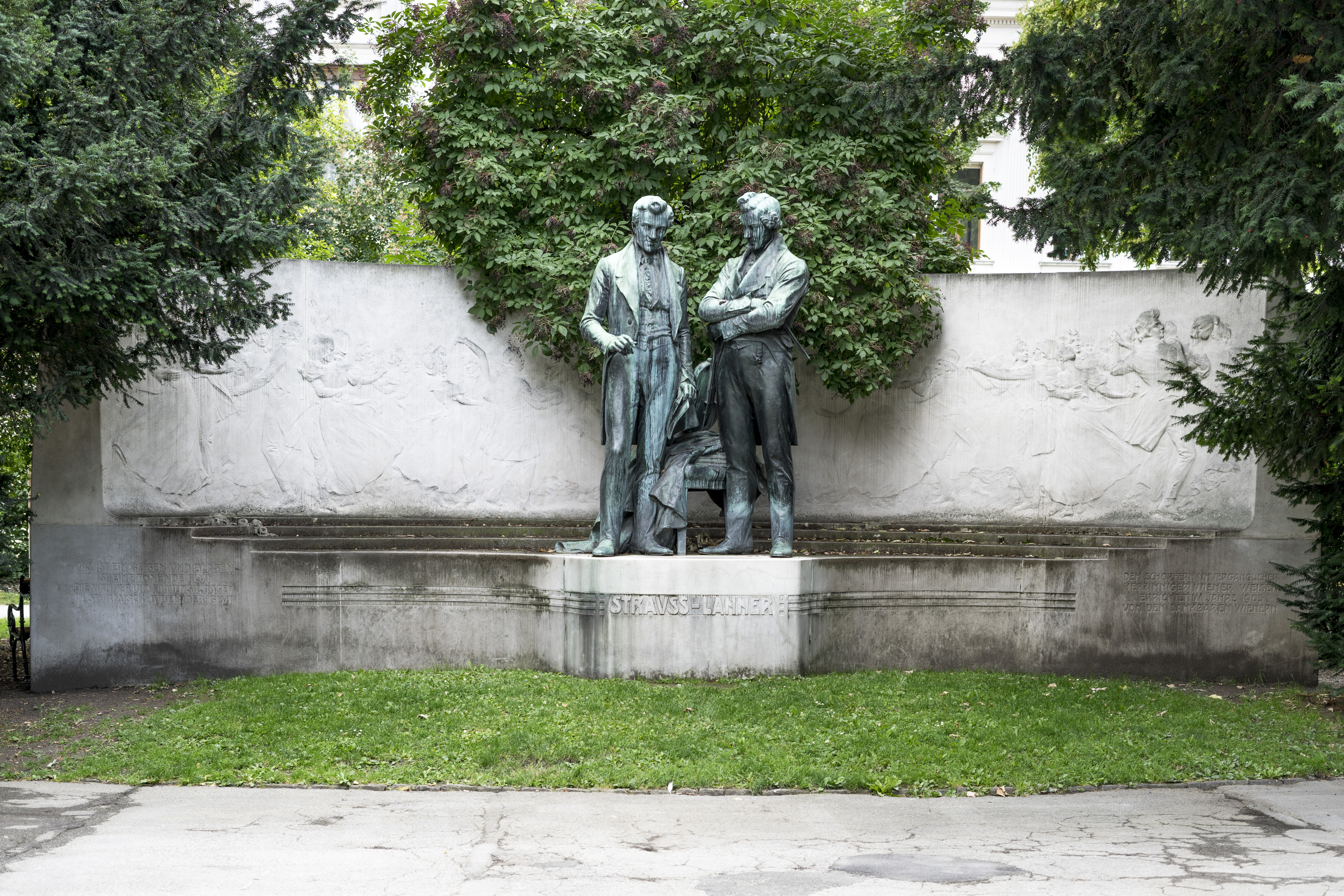
Strauss-Lanner-Denkmal im Wiener Rathauspark

### Märsche (Auswahl)

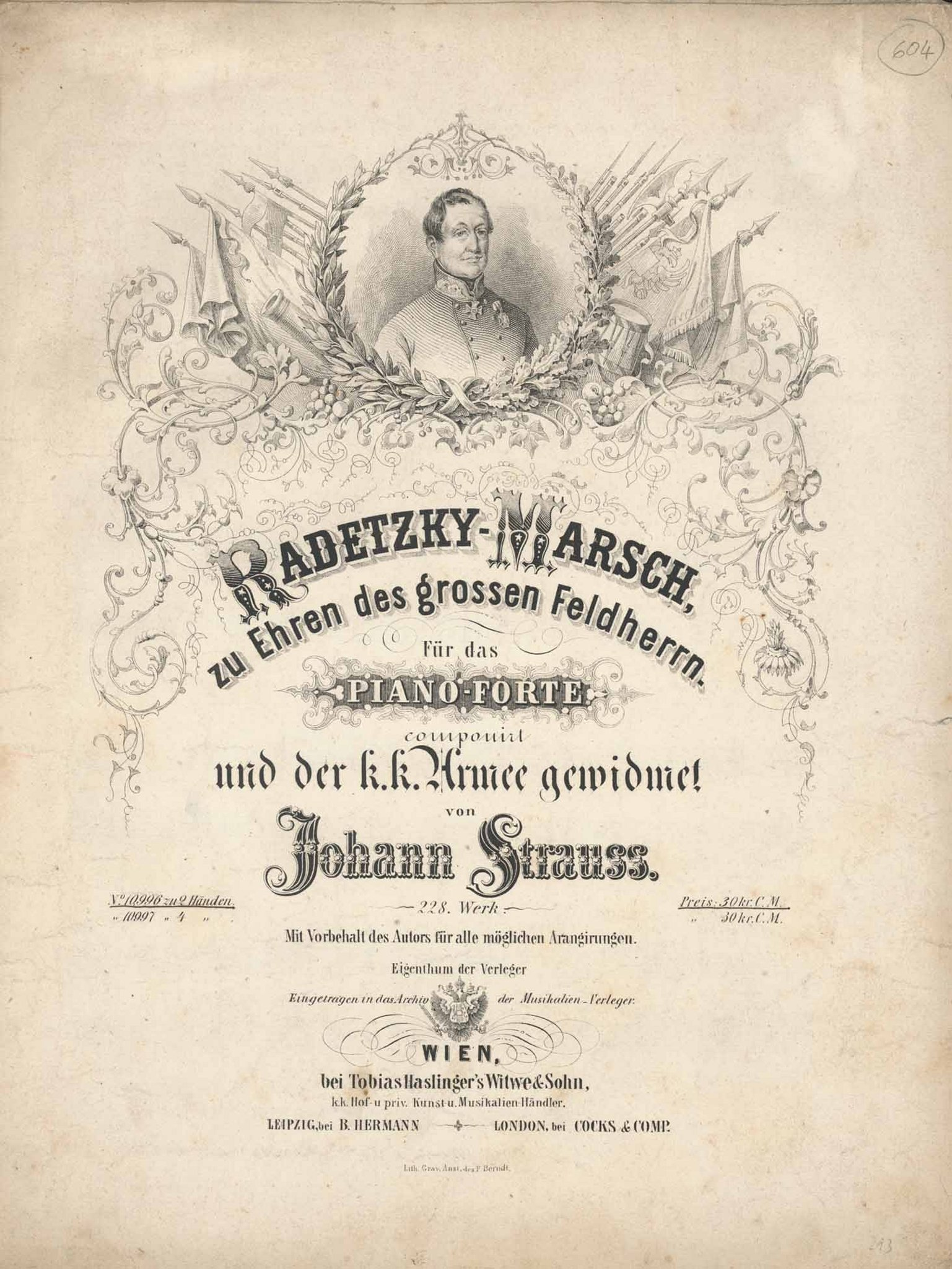
Deckblatt des Radetzky-Marsches

- Radetzky-Marsch op. 228 (1848)
- Jelačić-Marsch op. 244
- Marsch der Elisabether AM Il-126

### Quadrillen (Auswahl)
- Jubel-Quadrille op. 130
- Louisen-Quadrille op. 234

### Polkas (Auswahl)
- Seufzer-Galopp op. 9
- Chinesischer-Galopp op. 20
- Einzugs-Galopp op. 35
- Sperl-Galopp op. 42
- Fortuna-Galopp op. 69
- Reise-Galopp op. 85
- Ballnacht-Galopp op. 86
- Jugendfeuer-Galopp op. 90
- Cachucha-Galopp op. 97
- Indianer-Galopp op. 111
- Sperl-Polka op. 133
- Beliebte Annen-Polka op. 137
- Salon-Polka op. 161
- Eisele und Beisele Sprünge op. 202
- Kathinka-Polka op. 218
- Wiener Kreuzer-Polka op. 220
- Piefke und Pufke Polka op. 235
- Alice-Polka op. 238
- Damen-Souvenir-Polka op. 236
- Exeter Polka op. 249

### Walzer (Auswahl)
- Täuberln-Walzer op. 1 (1826)
- Döblinger Reunion-Walzer op. 2 (1826)
- Wiener Carneval op. 3 (1827)
- Kettenbrücken-Walzer op. 4 (1827)
- Gesellschaftwalzer op. 5 (1827)
- Wiener-Launen-Walzer op. 6 (1817)
- Charmant-Walzer op. 31 (1829)
- Benifice-Walzer op. 33 (1830)
- Gute Meinung für die Tanzlust op. 34 (1830)
- Tivoli-Rutsch Walzer op. 39 (1830)
- Vive la Danse! op. 47 (1831)
- Heiter auch in ernster Zeit op. 48 (1831)
- Das Leben ein Tanz oder Der Tanz ein Leben! op. 49 (1832)
- Bajaderen Walzer op. 53
- Mein schönster Tag in Baden op. 58 (1835)
- Gabrielen-Walzer op. 68
- Elisabethen-Walzer op. 71
- Rosa-Walzer op. 76 (1836)

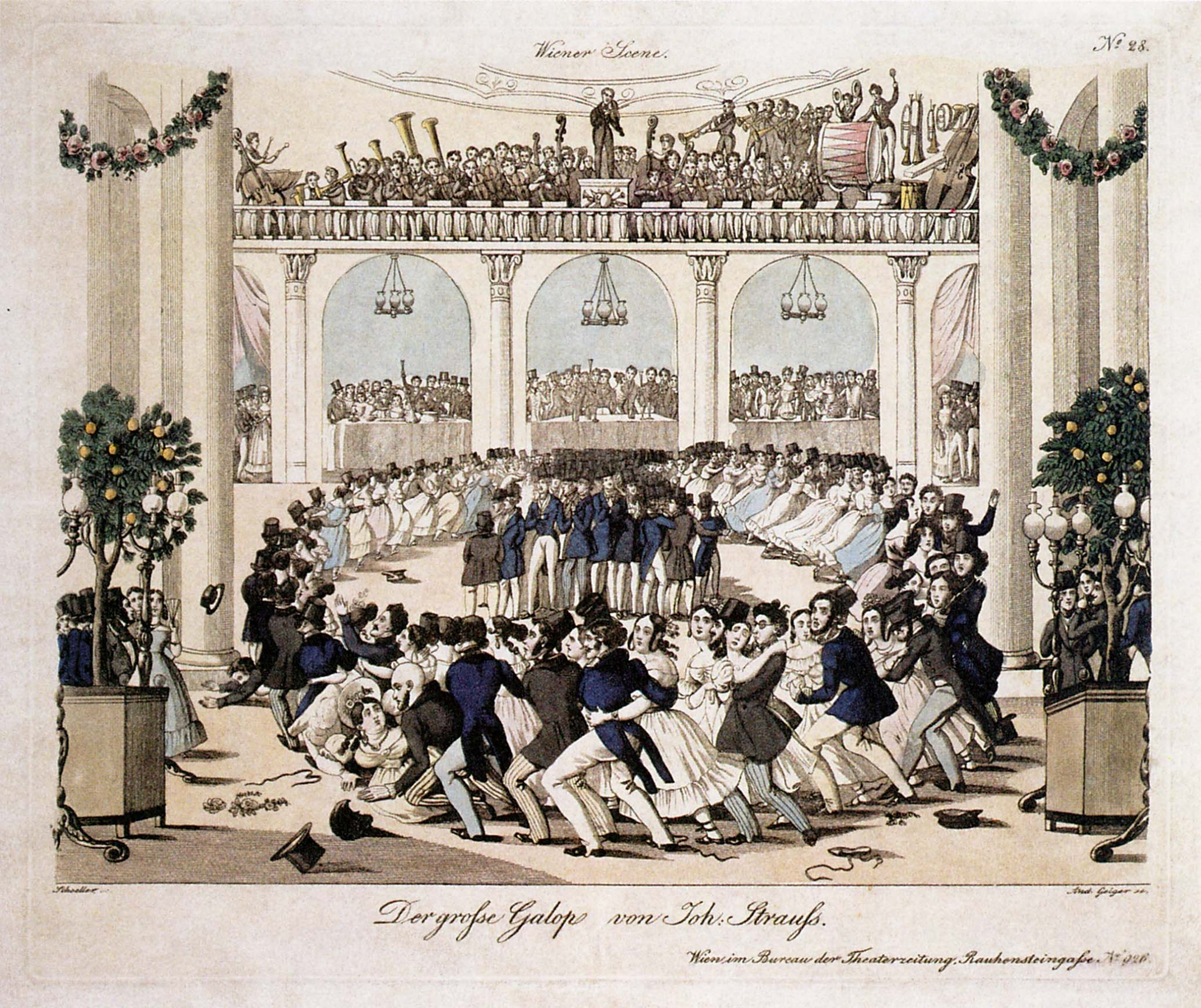
Der große Galop (Stich von Andreas Geiger nach Johann Christian Schoeller) 1839

- Zweyte Walzer-Guirlande op. 77 (1835)
- Huldigungs-Walzer op. 80 (1836)
- Philomelen-Walzer op. 82 (1835)
- Brüssler Spitzen op. 95 (1837)
- Ball-Racketen op. 96 (1837)
- Paris-Walzer op. 101 von 1838, er enthält eine Dreivierteltaktversion der Marseillaise in der Coda
- Freuden-Grüsse… op. 105 (1839)
- Wiener Gemüths-Walzer op. 116 (1840)
- Cäcilien-Walzer op. 120 (1839)
- Apollo-Walzer op. 128 (1839)
- Adelaiden-Walzer op. 129 (1841)
- Egerien-Walzer op. 134 (1842)
- Loreley-Rhein-Klänge op. 154 (1843)
- Geheimnis aus der Wiener-Tanzwelt op. 176 (1845)
- Herztöne-Walzer op. 203
- Helenen-Walzer op. 204 (1848)
- Landesfarben-Walzer op. 232
- Die Friedensboten op. 241